# Dries De Win
Dries De Win (Mechelen) is een Belgisch theatermaker.
Volgde de opleiding Beeldende Kunsten aan de Koninklijke Academie voor Schone Kunsten van Antwerpen. Werkt als maker en speler voor theater en televisie.
Begon in 2010 bij VRT als stemacteur en poppenspeler bij 'Kaatje van Ketnet' als Frats. In de Ketnet-reeks 'Welkom in de Wilton' speelde hij de rol van Vince. Stond in verschillende theater producties van: Theater Froe Froe, FC Bergman / Toneelhuis, Laika en De Maan. En is te horen als stemacteur op radio en televisie. Verder speelt hij nog als acteur in verschillende kort- en arthouse films.

## Regie
- Don Quixote de la Mancha (Theater Froe Froe, 2025) regie, concept, auteur
- Kerkhofkind (KIDconcert van Antwerp Symphony Orchestra, 2024) regie, concept, auteur
- Klein Epos (Theater Froe Froe, 2022) regie, concept, auteur
- Mekbet (Theater Froe Froe, 2020) regie, concept, auteur
- Het Bankje (podcast Opendoek, 2020) regie
- De Geräuschemachers (2019)  regie, concept, auteur
- Wonsaponatime (2013)  regie
- Linus & Otto (2012) regie, concept, auteur
- Mackie M. (theaterkabinet Lilith, 2011) concept, auteur
- Liliput (theaterkabinet Lilith, 2010) regie, concept, auteur

## Theater
- My Sweet Panther (Theater Froe Froe, 2023)
- The Sheep Song (FC Bergman / Toneelhuis, 2021)
- Undrwrld (Theater Froe Froe, 2021)
- Diva (Theater Froe Froe, 2021)
- Killie Billie (Theater Froe Froe, 2019)
- Titus (Theater Froe Froe & Compagnie Lodewijk/Louis 2019),
- De Meester en Margarita (Theater Froe Froe & Laika, 2018)
- Gitte (Theater Froe Froe, 2017)
- Helena (Theater Froe Froe, 2017)
- Foetshi (Theater Froe Froe, 2016)
- De Geräuschemachers (Plagman & De Win, 2016)
- Pentamerone (Laika & Theater Froe Froe, 2015)
- Peter Pan (Stef Lernous & beeldensmederij De Maan, 2015)
- Repelsteel (Theater Froe Froe, 2014)
- Aangespoeld (Theater Froe Froe & MartHa!tentatief, 2013)
- Tropoi (Theater Froe Froe, 2013)
- De Steppewolf (Opa Malyn & kc nOna, 2012)
- Zoo Donker (De Kleine Expeditie & Zoo Antwerpen, 2011)
- Mirabelle (theaterkabinet Lilith, 2007)
- Kikine (eindwerk Jo Jochems, 2004)

## Filmografie
- in productie Un Homme Si Simple (langspeelfilm van Kris Verdonck)  acteur
- TikTak (remake VRT, 2019) poppenspeler, concept
- Am Strande Vom Tanger (kortfilm van Casper De Geus, 2018)  acteur
- Cigar (videoclip Tamino, 2017)  poppenspeler, concept
- Knetterende Schedels (film van Kris Verdonck, 2017)  acteur
- Kaatjes Kameraadjes (sitcom VRT, 2017)  poppenspeler
- Fantoom (kortfilm van Dries Vergauwe, 2016)  acteur
- Aura (kortfilm van Michiel Venmans, 2016)  acteur
- Lunacy (kortfilm van Casper De Geus, 2016)  acteur
- 408 Ambre (kortfilm van Michiel Venmans, 2015)  acteur
- Dit is niet mijn broer (kortfilm van Laurent Vanderstokken, 2015)  acteur
- Dandy (kortfilm van Ellen Gubbels, 2015)  acteur
- The Thread (video installatie van Hans Op de Beeck, 2015)  poppenspeler
- Doctor Pafke (film van Kris Verdonck, 2014)  acteur
- Welkom in de Wilton (sitcom VRT, 2014)  poppenspeler
- Shellshock (kortfilm van Pieter Vanbrabant, 2014)  acteur
- Opgelost (kortfilm van Ruben Peters, 2013)  acteur
- Noot licht (kortfilm van Sjoerd Van Den Brink, 2013)  acteur
- De Wereld Rond met Kaatje (sitcom VRT, 2013)  poppenspeler
- Uxorcide (kortfilm van David Struik, 2013)  acteur
- Delivery (kortfilm van Fast Shipment Pictures, 2013)  acteur
- Apricity (kortfilm van Martijn Lenten, 2013)  acteur
- Trilling (kortfilm Invader-film, 2012)  acteur
- Toys for 2 (kortfilm David Struik, 2012)  acteur
- Over Buurman (kortfilm Tine Lammens, 2012)  acteur
- Hart (kortfilm Isai Simon, 2012)  acteur
- Zeppe & Zikki (sitcom Roughcut & VTM, vanaf 2011)  poppenspeler
- Frommees (campagne van Hit & Run, 2011)  acteur
- Kaatjes Tralalaatjes (sitcom van VRT, 2010)  poppenspeler
- Hotel op stelten (film van Studio 100, 2007)  poppenspeler